# 東西伯利亞邊疆區
東西伯利亞邊疆區（俄语：Восто́чно-Сиби́рский край）是俄羅斯蘇維埃聯邦社會主義共和國歷史上的一個邊疆區。1930年7月30日自西伯利亞邊疆區分出，併入遠東邊疆區的兩個专區：赤塔专区与斯列坚斯克专区。首府伊爾庫茨克。
1934年12月7日，分出克拉斯諾亞爾斯克邊疆區。1936年12月5日，撤销東西伯利亞邊疆區，分為東西伯利亞州和布里亞特-蒙古蘇維埃社會主義自治共和國。